# Susanne Meyer
Susanne „Susie“ Meyer (* 1977 in Bonn) ist eine deutsche Schauspielerin.

## Leben
Susanne Meyer studierte von 1999 bis 2003 Schauspiel an der Universität Mozarteum in Salzburg.
Erste Engagements folgten ab 2003 unter anderem am Theater Trier (Bash – Stücke der letzten Tage), an der Reithalle München (Die Perser) und dem Berliner Off-Theater Ballhaus Ost (Die Nacht kurz vor den Wäldern). 2009 war sie als Gast am Bayerischen Staatsschauspiel unter der Regie von Andreas Wiedermann in Gesäubert von Sarah Kane zu sehen. In der Uraufführung des Stückes WerMachtMaria spielte sie 2010 die Rolle der Maria Stuart am Theater Koblenz.
Seit 2006 arbeitet sie mit der israelischen Künstlerin und Choreografin Keren Cytter zusammen, die sie in einigen ihrer Kunstfilme besetzte, darunter Nightmare, Les Ruissellements du Diable und Cross.Flowers.Rolex, einer Kurzfilm-Trilogie, die 2009 für den Preis der Nationalgalerie für junge Kunst nominiert war. Außerdem war sie Mitglied der von Cytter gegründeten Tanz- und Performance-Company D.I.E NOW und spielte auf deren internationaler Tournee unter anderem in der Tate Modern in London, im Tramway Glasgow und in The Kitchen in New York.
2011 übernahm sie neben Fabian Stumm die Hauptrolle in Cytters Zwei-Personen-Stück Show Real Drama, das seine Uraufführung in Frankfurt am Main hatte und seitdem in Berlin, Norwegen, Asien und den USA zu sehen ist.
Daneben ist Meyer seit 2009 Ensemblemitglied des Künstler- und Performancekollektivs „No Fourth Wall“.
Seit 2012 spielt sie als Gastschauspielerin am Theater Willy Praml in Frankfurt am Main und war in  Willy Pramls Jedermann-Inszenierung sowie in der Uraufführung Marx.Engels.Hennes&Mauritz (Regie: Willy Praml) zu sehen.
Seit 2014 gehört sie zum Ensemble des Berliner Kriminal Theaters.
2015 gab sie neben Hanno Koffler ihr Kinodebüt in Mia Meyers Drama Treppe aufwärts, das seine Premiere auf den Hofer Filmtagen 2016 feierte.